# 제이 배러셜
제이 배러셸(Jay Baruchel, 영어 발음: /ˈbærəʃɛl/, 1982년 4월 9일 ~ )은 캐나다의 배우, 제작자, 작가이다.

## 출연 작품

### 영화
- 사고친 후에 (2007)
- 트로픽 썬더 (2008)
- 팬보이즈 (2009)
- 내겐 너무 과분한 그녀 (2010)
- 마법사의 제자 (2010)
- 드래곤 길들이기 (2010) - 히컵 역 (목소리)
  - 드래곤 길들이기 2 (2014)
  - 드래곤 길들이기 3 (2019)
- 원펀치 (2011)
- 디스 이즈 디 엔드 (2013)
- 블랙베리 (2023) - 마이클 래저더러스 역

### 텔레비전
- 언디클레어드 (2001-02)